# Catedral de San Juan Evangelista (Saint-Jean-sur-Richelieu)
La Catedral de San Juan Evangelista de Saint-Jean-sur-Richelieu (en francés: Cathédrale Saint-Jean-l'Évangéliste de Saint-Jean-sur-Richelieu) es la sede de la diócesis de Saint-Jean-Longueuil en Quebec al este de Canadá. Se encuentra ubicada en la ciudad de Saint-Jean-sur-Richelieu.

## Historia
La catedral fue fundada como una iglesia parroquial en 1828 para servir a la gente de la región, que hasta entonces tenía que cruzar el río Iroquois para los servicios religiosos en Montreal, a unos 50 km (30 millas) de distancia. La iglesia original daba a la calle Jacques -Cartier. Dentro de los 30 treinta años siguientes, la necesidad de reparaciones de la iglesia existente se había vuelto tan grande que se decidió construir una nueva.
Dado el aumento del comercio en el río y la incorporación de la ciudad en la década de 1850, se decidió la construcción de una estructura más grande. La construcción comenzó en 1861 y duró cinco años, bajo los planes del arquitecto Victor Bourgeau . El interior fue diseñado por Napoleón Bourassa . La nueva iglesia había sido construida con una orientación diferente , y ahora con fachada en la calle de Longueuil. Reformas importantes se realizaron en 1923 para reparar la fachada y campanario.